# Туголица
Туго́лица (бел. Туголіца) — посёлок городского типа в составе Слободковского сельсовета Бобруйского района Могилёвской области Республики Беларусь.
Посёлок Туголица расположен в самом центре Центрально-Березинской равнины, в 10 км к юго-западу от Бобруйска.

## Население
- 2010 год — 1270 человек

## Транспорт
Через Туголицу проходит железная дорога Бобруйск — Рабкор.

## Промышленность
ПМК-84 ОАО «Могилёв-водстрой», Торфоперерабатывающий завод.